# Toni Kurz
Toni Kurz (* 13. Januar 1913 in Berchtesgaden; † 22. Juli 1936 in der Eiger-Nordwand) war ein deutscher Bergsteiger, dem zusammen mit Andreas Hinterstoißer mehrere Erstbegehungen in den Berchtesgadener Alpen gelangen. Beide Bergsteiger starben 1936 bei ihrem gemeinsamen Versuch einer Erstdurchsteigung der Eiger-Nordwand.

## Leben
Zunächst absolvierte Kurz eine Ausbildung zum Schlosser. 1934 trat er der Reichswehr als Berufssoldat bei. Seinen Dienst versah er im Gebirgsjägerregiment 100 Reichenhall. Dort bestand er 1936 die Prüfung zum Heeresbergführer.
Seine Grabstätte ist auf dem Alten Friedhof in Berchtesgaden.

## Erfolgreiche Erstbegehungen
Zusammen mit Andreas „Anderl“ Hinterstoißer machte Kurz in den Berchtesgadener Alpen aufsehenerregende Erstbegehungen des damals obersten Schwierigkeitsgrades. Nach der damaligen Skala war VI der höchste Schwierigkeitsgrad.
Am Untersberg:
- 1934: Berchtesgadener Hochthron, Südwestwand
- 1936: Berchtesgadener Hochthron, Südwand des Geraden Pfeilers

An der Reiter Alm:
- 1935: Wartstein-West-Kante (Wartsteinkante)
- 1936: Großes Mühlsturzhorn, Direkte Südkante, mit Andreas Hinterstoißer

Am Watzmann:
- 1935: 3. Watzmannkind, direkte Südkante

## Tod in der Eiger-Nordwand

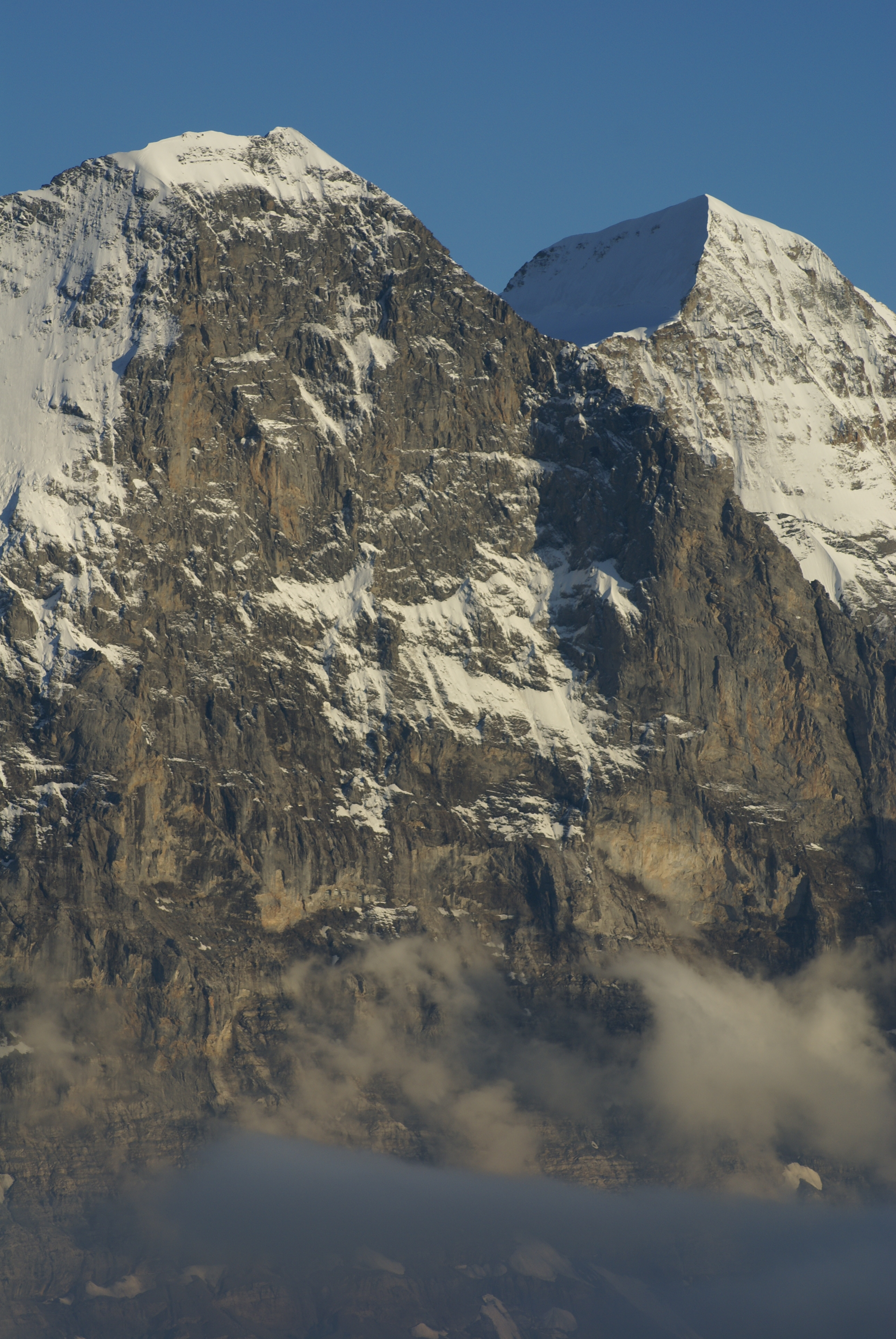
Blick auf die Eiger-Nordwand im Abendlicht. Im Hintergrund: Mönch

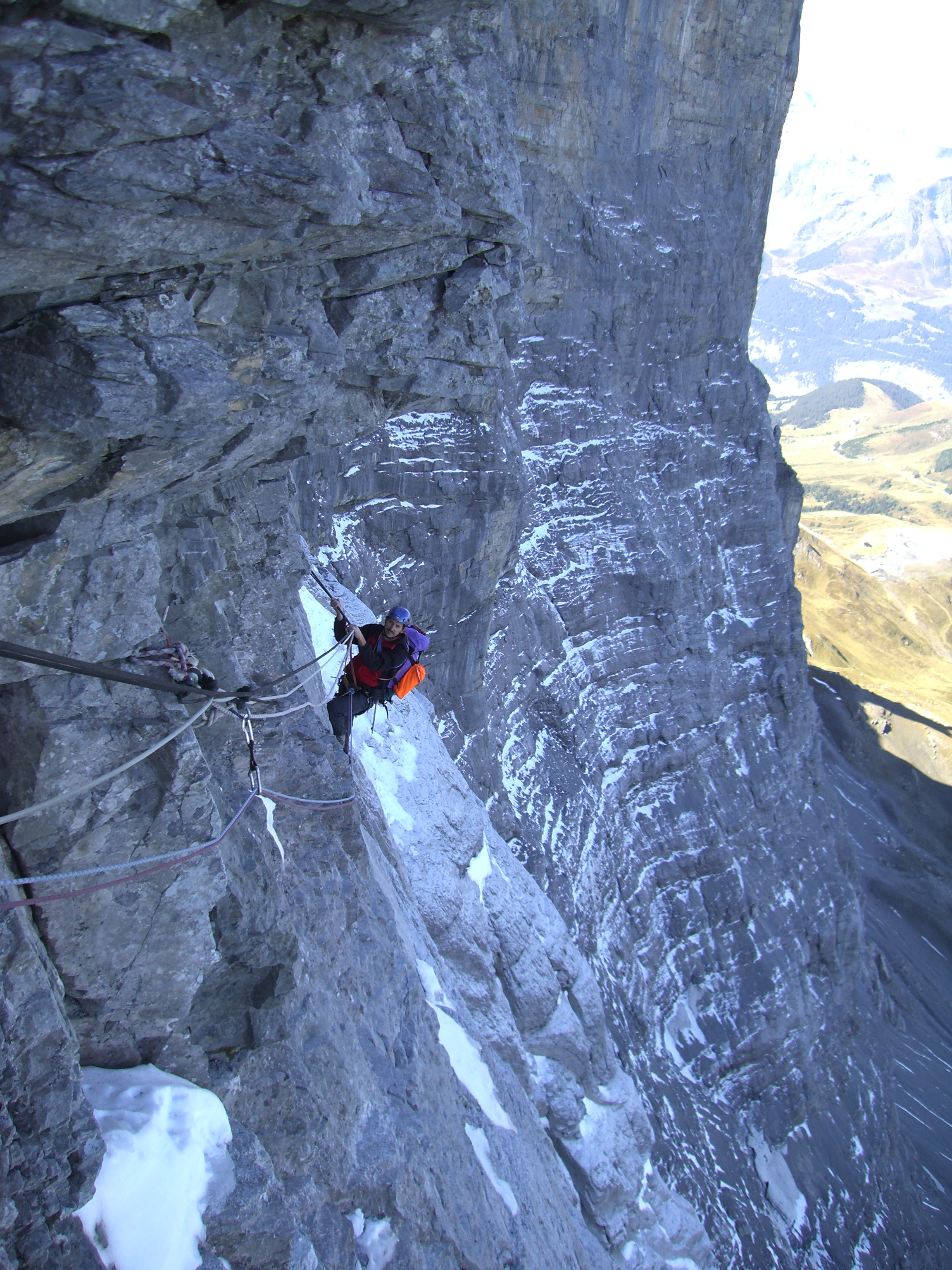
Der Hinterstoißer-Quergang ist auch mit Sicherungsseil eine gefährliche Passage (Foto anno 2007).

Am 18. Juli 1936 versuchte Kurz gemeinsam mit seinem Kameraden Andreas Hinterstoißer eine Erstdurchsteigung der Eiger-Nordwand, die zu den sogenannten letzten Problemen der Alpen gezählt wurde. Kurz und Hinterstoißer scheiterten tragisch, ebenso die zeitgleich gestarteten Österreicher Willy Angerer und Eduard Rainer. Unabhängig voneinander waren die beiden konkurrierenden Seilschaften auf derselben Route in die Wand eingestiegen.
Nachdem Hinterstoißer einen schwierigen Quergang bewältigt hatte, passierten die anderen drei Bergsteiger diese Stelle mit dem Sicherungsseil. Nachfolgend bildeten beide Teams dann eine Seilschaft, das Sicherungsseil nahmen sie für den weiteren Aufstieg mit.
Die Seilschaft erreichte das sogenannte Todesbiwak, an dem 1935 die vermissten deutschen Bergsteiger Karl Mehringer und Max Sedlmayr das letzte Mal von der Scheidegg aus lebend gesehen worden waren. Am nächsten Tag erkletterte die Seilschaft noch einige Seillängen der Nordwand, und die Beteiligten stellten dabei einen Eiger-Nordwand-Höhenrekord auf.
Einsetzendes schlechtes Wetter und eine Steinschlagverletzung Angerers zwangen dann die Seilschaft zum Abstieg. Als sie die Quergangpassage wieder erreichten, war die Wand so vereist, dass die Rückquerung ohne Sicherungsseil misslang. Die Bergsteiger mussten sich nun auf direktem Wege abseilen und waren dabei durch den schwer verletzten Angerer zusätzlich belastet. Während dieses abseilenden Abstiegs wurde die Seilschaft vermutlich von einem schweren Lawinen- und Steinschlagabgang getroffen. Alle Bergsteiger stürzten ab, da sie aber durch verankerte Anseilung gesichert waren, überlebte Kurz den Steinschlag im Seil hängend.
Durch die Wucht seines und Angerers Absturzes wurde Rainer mit dem Seil zum Sicherungshaken hochkatapultiert, eine vorstehende Felsenspitze drang in seinen Brustkorb ein und tötete ihn. Auch Hinterstoißer und Angerer kamen bei diesem Steinschlag ums Leben. Toni Kurz war vorerst der einzige Überlebende seiner Seilschaft und dieses Dramas.
Das Verhängnis wurde von der Kleinen Scheidegg aus mit Ferngläsern beobachtet, und Rettungsmannschaften brachen auf, um Hilfe zu leisten. Sie nutzten das sogenannte Stollenloch der Jungfraubahn in der Nordwand, um in sie einzusteigen, und näherten sich dem Verunglückten bis auf Rufweite. Wegen der einsetzenden Nacht und des Einbruchs von noch schlechterem Wetter mussten sie aber zurückkehren. Hans Schlunegger berichtete später, Kurz habe daraufhin mehrmals Mark und Bein erschütternd „Nein“ geschrien. Der halb erfrorene Toni Kurz verbrachte diese eisige, einsame Nacht neben seinen toten Kameraden und nur notdürftig angeseilt; stehend bzw. hängend in der Nordwand.

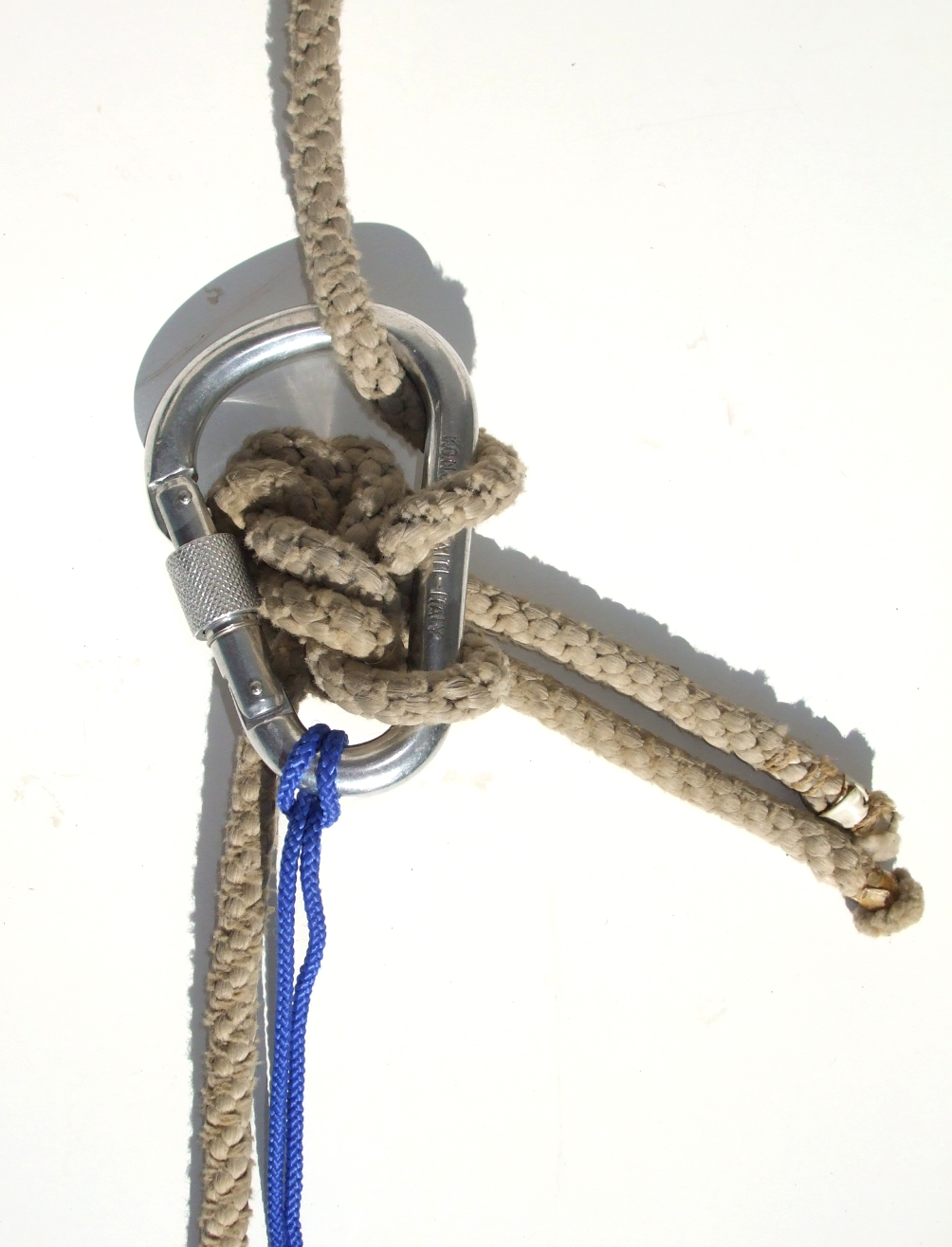
Der Knoten zum Verlängerungsseil blockierte im Karabiner; an der Reepschnur (hier: blau) hing der Kletterer im Karabinersitz (schematisch nachgestellt).

Als sich am nächsten Morgen die Rettungsmannschaft wieder in die vereiste Wand wagte, verhinderte etwa 40 Meter unterhalb seines Standortes die Vereisung der Wand den Lebensrettern, sich dem hilflosen Bergsteiger weiter zu nähern. Die einzige Möglichkeit für Kurz bestand nun darin, sich zu den Helfern abzuseilen. Angerer hatte sich beim Sturz tragisch in den Seilschlaufen stranguliert und hing am Ende des Seils. Seinen toten Kameraden musste Kurz unter sich abschneiden und verlor dabei einen wertvollen Seilabschnitt.
Da das Seil nicht mehr die zum sicheren Abseilen benötigte Länge hatte, musste Toni Kurz bis nach oben zum Sicherungshaken klettern und das Seil entlasten. Erst hier am Sicherungshaken konnte Kurz die Litzen aus dem restlichen Seil trennen und verknoten.
Kurz, der völlig entkräftet und dessen linke Hand bereits erfroren war, benötigte Stunden für das Aufdröseln des Seils. Danach konnte er eine aus den einzelnen Litzen bestehende Verlängerung zu den Rettungskräften herablassen. Das herabgelassene Verlängerungsseil wurde durch den Wind für die Retter unerreichbar verweht. Kurz musste es einholen und beschwert nochmals herablassen. Unten wurde ein 30-Meter-Seil angebunden, das er zu sich heraufziehen konnte. Das Ersatzseil war jedoch nicht lang genug. Von der Rettungsmannschaft wurde in aller Eile ein zweites 30-Meter-Seil angeknotet, das die fehlenden Meter überbrücken sollte. Als er sich endlich mit einem Karabinersitz abseilen konnte, passte, nur noch wenige Meter über den Köpfen der Helfer, der Knoten nicht durch das Auge des Karabinerhakens. Ein von der Rettungsmannschaft an das untere Seilende angebundenes Messer konnte er nicht mehr zu sich hochziehen. Unfähig, sich nach oben oder unten zu bewegen, starb Toni Kurz gegen 11:30 Uhr im Seil hängend an körperlicher Entkräftung. Seine letzten Worte waren: „I ka nimmer.“

## Film
Das Doku-Drama von 2007 The Beckoning Silence (Drama in der Eiger-Nordwand) verbindet die Geschichte des Toni Kurz mit dem Überlebenskampf des englischen Bergsteigers Joe Simpson in den Anden. Als Vorlage diente dessen Buch aus dem Jahre 2003: Im Banne des Giganten. Der lange Weg zum Eiger.
Neuverfilmt wurde die Geschichte von Toni Kurz mit den Schauspielern Benno Fürmann (als Toni Kurz), Florian Lukas (als Andreas Hinterstoißer), Georg Friedrich (als Edi Rainer), Simon Schwarz (als Willy Angerer) und Johanna Wokalek unter der Regie von Philipp Stölzl. Am 23. Oktober 2008 kam der Film mit dem Titel Nordwand in die Kinos.